# The Child of Lov (álbum)
The Child of Lov es el único álbum de estudio del artista belga The Child of Lov, publicado el 6 de mayo de 2013 por el sello Double Six Records.

## Recepción
Tras su lanzamiento, el álbum recibió críticas generalmente positivas de los críticos musicales. En Metacritic, el álbum recibió una puntuación media de 74, basada en 12 reseñas, lo que indica "críticas generalmente favorables".

## Lista de canciones
| N.º | Título                             | Duración |  |
| 1.  | «Call Me Up»                       | 3:53     |  |
| 2.  | «Heal»                             | 3:23     |  |
| 3.  | «One Day» (featuring Damon Albarn) | 4:38     |  |
| 4.  | «Living the Circle»                | 3:32     |  |
| 5.  | «Give Me»                          | 3:39     |  |
| 6.  | «Go With the Wind»                 | 4:34     |  |
| 7.  | «Owl» (featuring MF DOOM)          | 3:06     |  |
| 8.  | «Fly»                              | 3:58     |  |
| 9.  | «Warrior»                          | 4:24     |  |
| 10. | «Give It to the People»            | 3:26     |  |

Créditos de sample
- "One Day" contiene un sampe de "Una Stanza Vuota" interpretado por Calibro 35.